# Henry Øberg
Henry Øberg (* 18. August 1931; † 23. November 2011) war ein norwegischer Fußballschiedsrichter.

## Sportlicher Werdegang
Zwischen 1966 und 1981 leitete Øberg 145 Spiele in der Eliteserien, 1970, 1971 und 1973 wurde er in seinem Heimatland jeweils als Schiedsrichter des Jahres ausgezeichnet. 1968 stand er beim Endspiel um den norwegischen Landespokal zwischen Doublegewinner Lyn Oslo und dem Zweitligisten Mjøndalen IF auf dem Platz. Zudem pfiff er auch auf internationaler Ebene, unter anderem war er Schiedsrichter beim olympischen Fußballturnier 1972 und im Rahmen der Qualifikation zur Europameisterschaftsendrunde 1972 sowie der Weltmeisterschaftsendrunde 1974.
Bei seinem letzten Ligaspiel wurde der 50-jährige Øberg in Oslo von 16.000 Zuschauern mit Standing Ovations verabschiedet. Später war er Mentor jüngerer Schiedsrichter, unter anderem von FIFA-Schiedsrichter Svein-Erik Edvartsen.
2004 erlitt Øberg bei einer Veranstaltung ehemaliger Fußballer einen Herzinfarkt. 2011 starb er im Alter von 80 Jahren.